# 冷凍食品

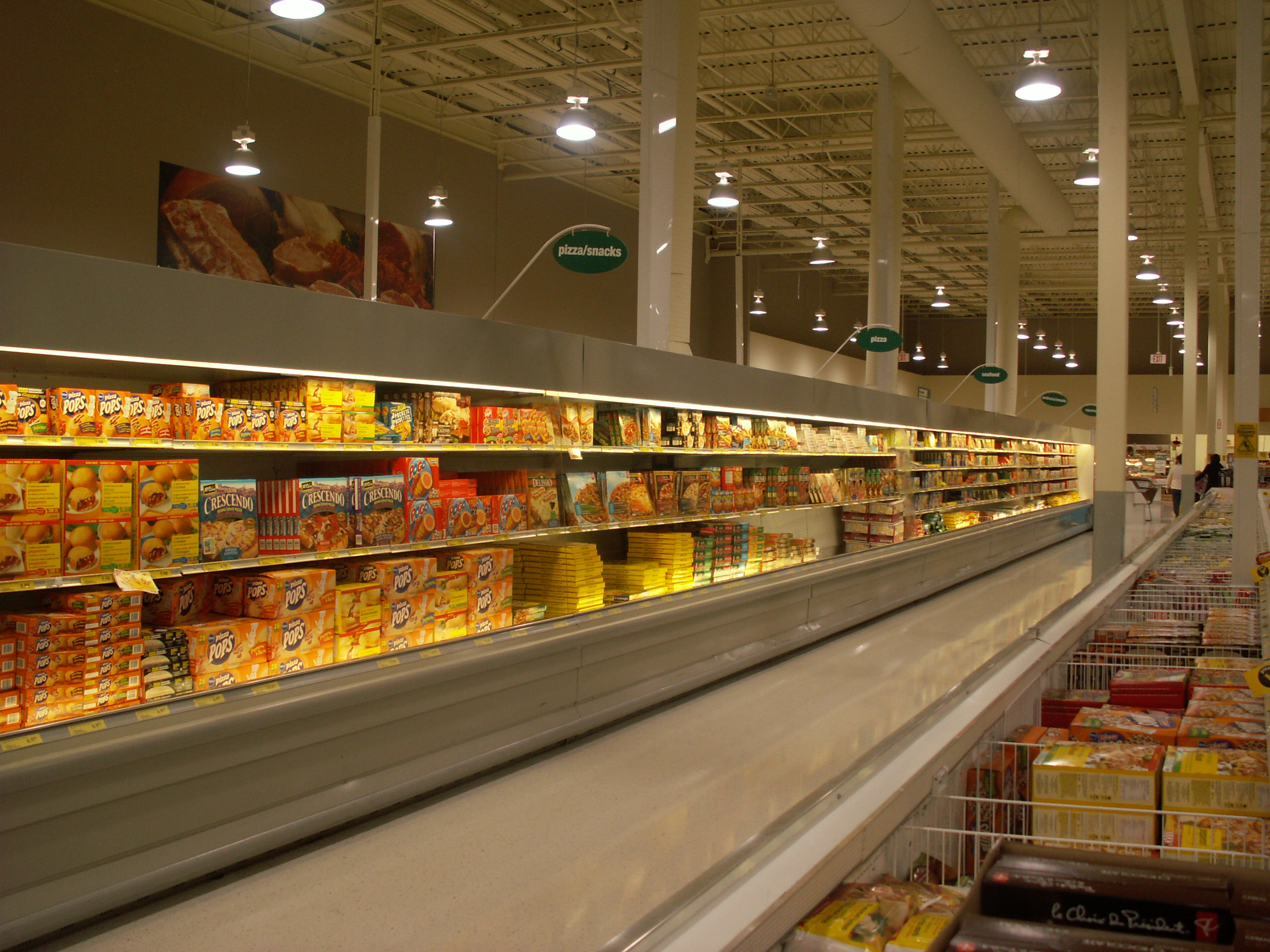
スーパーマーケット店内で小売される冷凍食品
冷凍状態のまま陳列販売するために、商品棚は商品の冷却機能を備える

冷凍食品（れいとうしょくひん）とは、長期保存を目的に冷凍状態で製造・流通・販売されている食品をいう。

## 概要

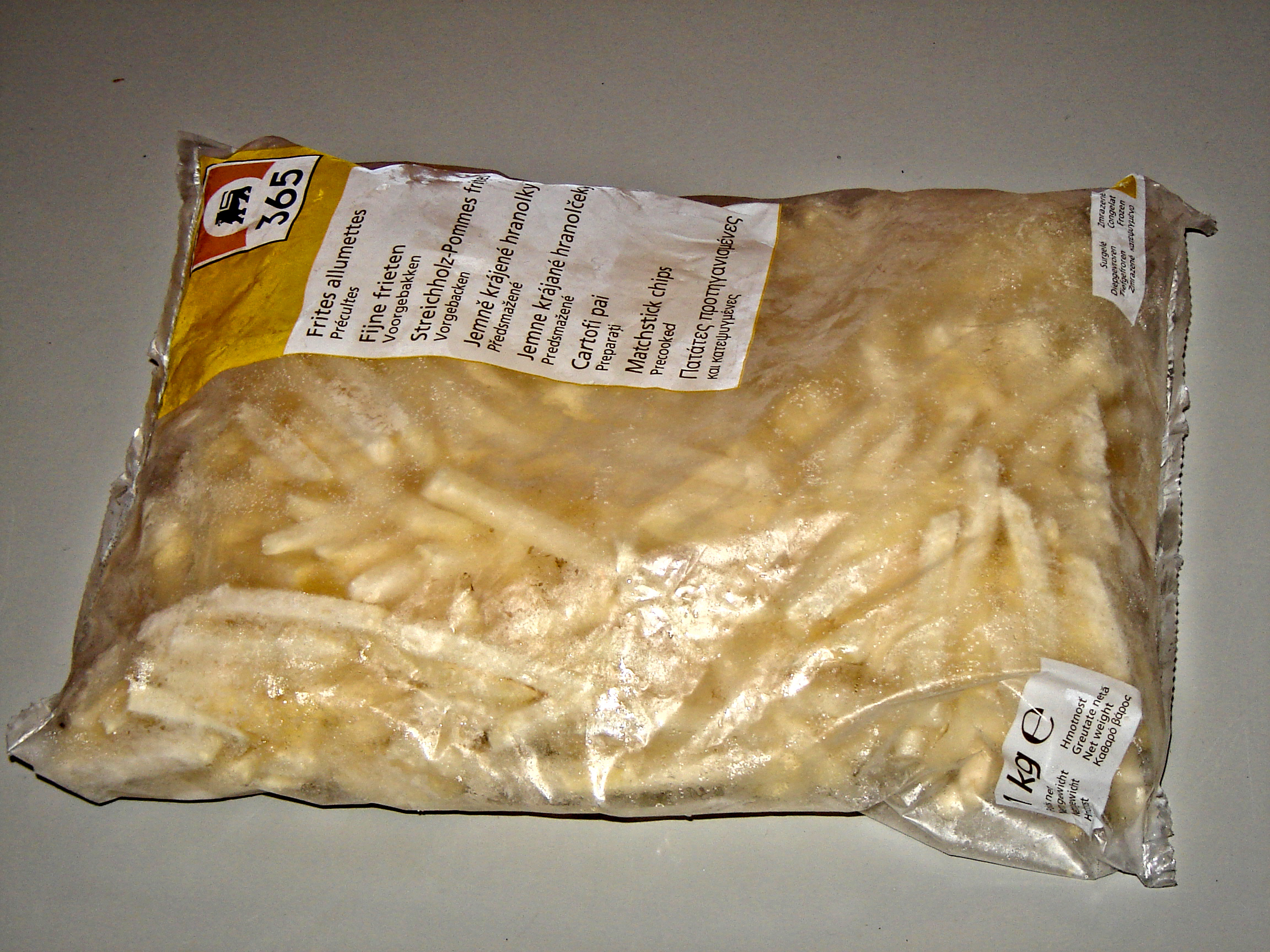
冷凍されたジャガイモ
そのまま油で揚げることでフライドポテトとして食べられるよう適当な大きさに切られている

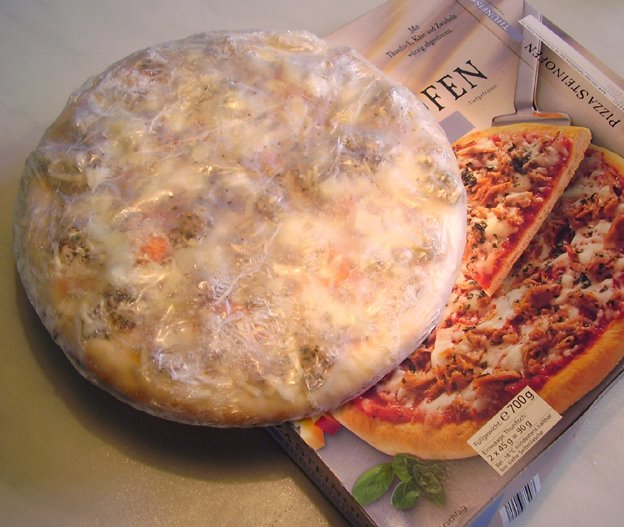
冷凍されたピザ
加熱調理することですぐさま食べられる状態になっている

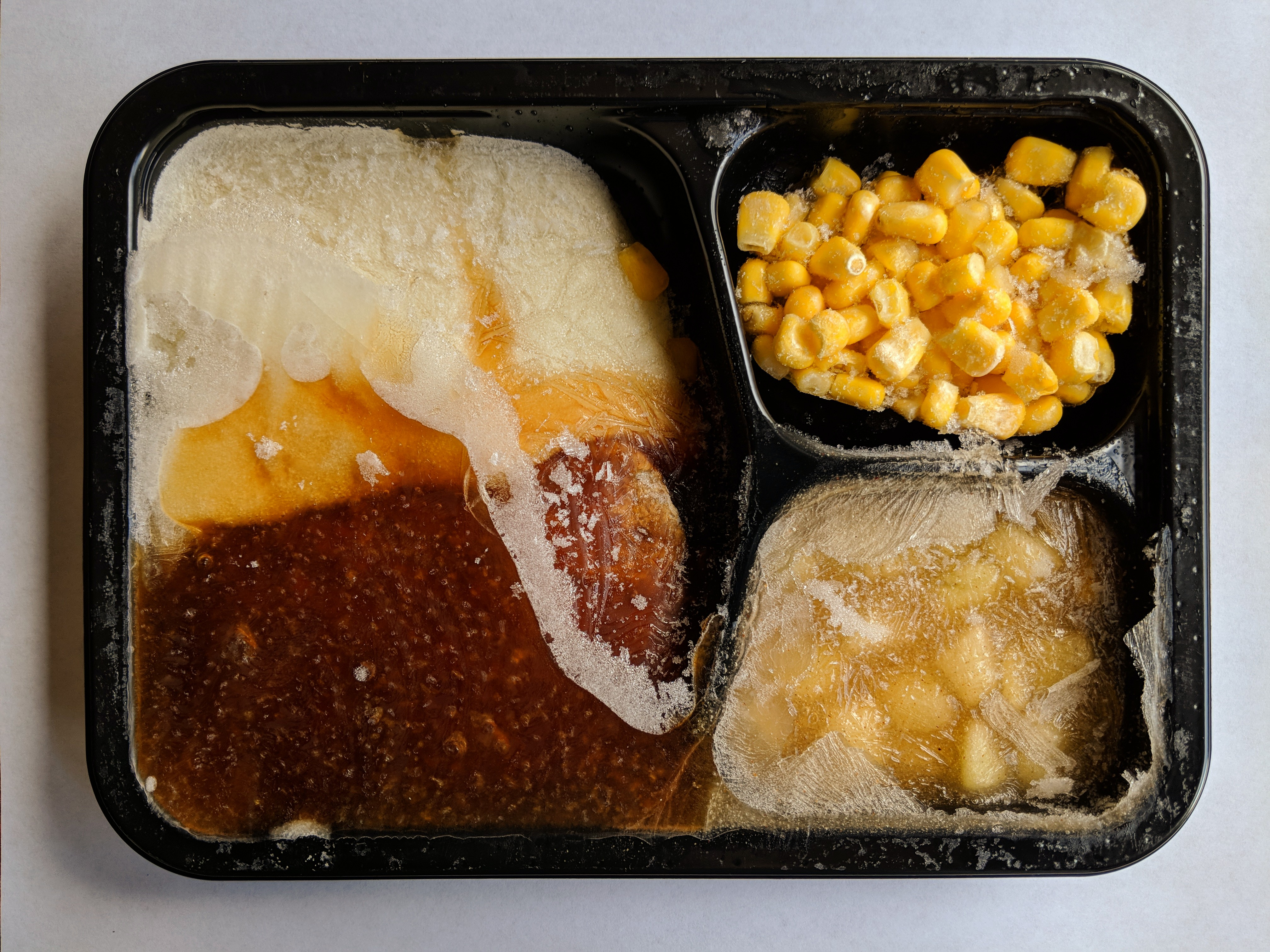
Prepackaged mealの1例

調理済みないしは下ごしらえ済みであり、消費者の手間は解凍・加熱のみである。調理の省力化に役立つことから、飲食店から一般家庭まで広く普及している。製造工場からは冷凍車で出荷し、販売店では冷凍の商品棚で陳列し、購入後はドライアイスで持ち帰ったあとに冷凍庫で保管することで、食べる直前まで冷凍状態を維持する。
また、冷凍時に急速冷凍することで食品の鮮度を保つように配慮されており、長期間、いつでも新鮮な状態を味わうことが可能である。賞味期限は長めになっていることが多く、加熱するだけで食べられるので、いざというとき非常食としての側面もある。
アイスクリームのような凍ったまま食べる食品は冷凍食品として扱われないが、（主に弁当用として）自然解凍して常温で食べるものは含まれる。
冷凍食品は以下のように分類される。
- 無加熱摂取食品
  - 生食用食品（魚介類の刺身やむき身など下ごしらえ済みの商品）
  - 調理加熱済食品（茹でダコや茹でガニ、フローズンケーキなど）
- 加熱後摂取食品
  - 半調理食品（コロッケやフライなど）
  - 調理済食品（シュウマイやウナギのかば焼きなど）

冷凍食品の中には常温や冷蔵庫で解凍するものもあり、正しく解凍すれば、非冷凍の食材・料理と見分けが付かない場合もある。商品としては野菜・果物などのほか、フライ・うどん・ピラフ・ピザといった調理済みで後は盛り付けるだけの料理など、バリエーションに富む。また近年では電子レンジの普及に伴い、盛り付け済みで専用容器付きの冷凍食品も多数存在しており、これらは多忙な現代にあって重宝されている。
冷凍食品を一番多く消費している国はアメリカ合衆国である。同国内では軽食、ランチやディナー向けなど、様々なニーズに対応した製品も多く、各種の冷凍食材が配置されたプラスチックトレーを電子レンジに入れて指定の時間温めれば、1つのトレーにステーキやポテトサラダ、パンにデザートまでの1食分のメニューがセットで完成する製品まで存在する。
このような食品を「プレパッケージドミール（Prepackaged meal）」と呼び、パッケージの中にプラスチック製のフォークとナイフまでもが付属しているため、保管用の冷凍庫と加熱用の電子レンジさえあれば、食材ばかりではなく食器類を一切用意していなくても食事ができる（電子レンジの普及以前には、厚手のアルミ箔を整形したトレーに冷凍食材を入れたものをオーブンで加熱するものが主流となっていた）。
これらの冷凍食品は俗に「TVディナー」と呼ばれ、この俗称は1954年にアメリカで初めてこの種の食品を発売して大ヒット商品とすることに成功した、スワンソン(Swanson)社の冷凍食品ブランド、“swanson TV Dinner”に由来している。

## 歴史

### 前史
冷凍機の発明以前、寒冷地域では食料保存のために食材を外に置いて冷凍する試みが各地でおこなわれていた。北海道におけるルイベという魚介類を外気冷凍させる食材が知られる。また、19世紀のロシアの貴族女性、エカテリーナ・ダーシュコワの回想録には、公職追放されて首都から数日がかりで領地に向かう際、配下の者に冷凍のシチー（キャベツのスープ）を作らせておき、道中で凍ったシチーをかち割って火にかけて解凍して食べていたと書かれているという。
1914年、アメリカ合衆国のクラレンス・バーズアイが、極寒下で釣り上げて凍った魚は新鮮さを維持できるということを発見。後に冷凍魚を開発する契機となった。

### 普及と進化

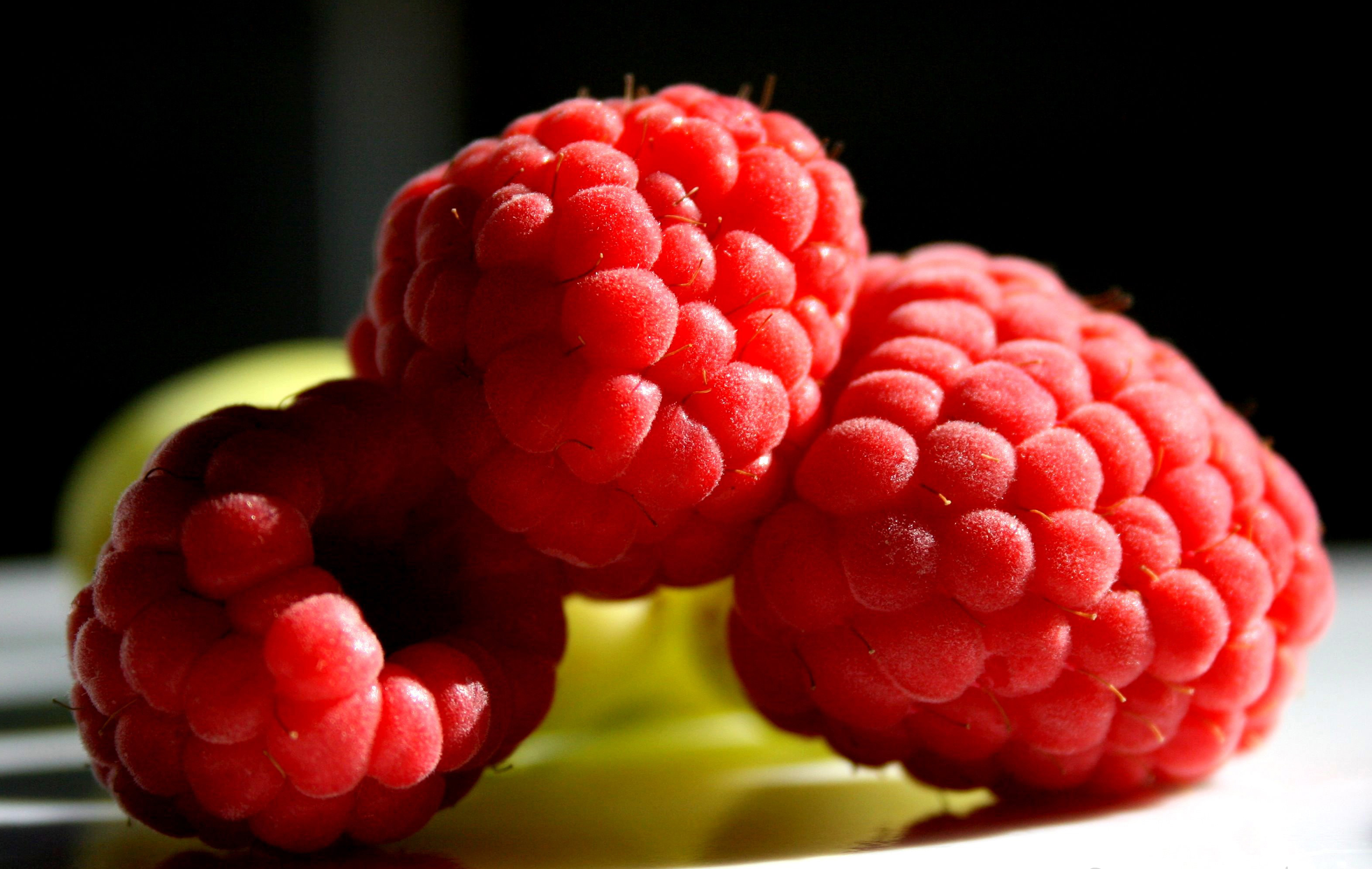
冷凍されたラズベリーの果実

冷凍食品は、1900年代にアメリカ合衆国において、あまり日持ちのしないジャム加工用のイチゴを輸送に適するために冷凍にしたのが興りだと言われている。もちろん当時は家庭用冷凍冷蔵庫もなく、一般家庭に広まるのは冷凍冷蔵庫が普及し始めた1920年代（日本では1930年代）以降となるが、当初は果物などを保存しておくためのものだった。1950年代のアメリカでは、冷凍食品が「未来の食品」としてもてはやされ、冷凍食品を専門に出すレストランまであったという。
本格的に冷凍食品が広く普及したのは1960年代（日本では1965年）以降で、家庭においてテレビなどの娯楽が増えたこと、また食生活が豊かになり、様々な料理が幅広く受け入れられるようになったためである。この当時、日本では冷凍みかんが駅などで売られるようになり、旬と逆の夏場に、少し凍った食感のまま食べることが、新しい味覚として受け入れられた。
当初は冷凍技術の問題や適切な解凍方法がないことから、歯応えが悪い、味が落ちると敬遠されることが多かった。しかし、クラレンス・バーズアイ(en)によって急速冷凍(en)技術が開発され、また、水産物を船上で冷凍するなどの技術改良もあり、食味の向上が行われた。
現在では生鮮品を鮮度を保ったまま保存・輸送する技術も向上しているため、冷凍の必要性も低下しつつあるが、野菜など天候不良などの理由で価格が高騰する食品でも、豊富に得られる時期に冷凍保存しておくことで価格の影響を受けにくくできることから、場合によっては生鮮品より割安になり、また供給が安定するなど利点は多い。

### 日本における歴史
日本における冷凍食品事業の始まりは、1920年（大正9年）北海道森町にて、葛原猪平が本格的な冷蔵倉庫としては日本初となる森冷凍工場（後に葛原冷蔵となり、現・ニチレイ）を建設したことによる。
日本で初めて市販された冷凍食品は、1932年（昭和7年）に戸畑冷蔵（現・ニッスイ）が発売した「イチゴシャーベー」（冷凍いちご）。戸畑冷蔵は2年前の1930年（昭和5年）に特許を取得し、製品化した。イチゴシャーベーは、ジャムへの加工を目的としたアメリカのものとは異なり、イチゴそのものを味わう商品として市販された。
戦後、1964年の東京オリンピックを機に、冷凍食品に適した解凍、調理法が研究され、外食産業分野で利用が始まった。1970年代には、小型から大型の冷凍冷蔵庫や電子レンジの普及、セントラルキッチン方式のファミリーレストランチェーンの拡大により、業務用ともに大きな伸びを示すようになった。
また1980年代以降には電子レンジの低価格化に伴う家庭への普及があり、同時に家庭用の冷凍食品も広く受け入れられるようになった。特に1990年代からは、電子レンジでも焼いたような焼き焦げまで付けられる解凍技術も発達したことから、従来はオーブンレンジで解凍しないと美味しくないとされていたピザやグラタンなどの焼き物料理も多様化した。
21世紀に入っても進歩は続いており、製造における急速冷凍のさらなる進歩により、食味の向上も行われている。
技術の向上によって種類も多様化する傾向にある。今日では、喫茶店等で出されるモーニングセットやケーキ、ホイップクリームの類もあり、業務用冷凍食品として流通している。
また、あらかじめ骨を取り除いたり高圧調理済みの冷凍焼き魚が、病院食や学校給食のメニューに取り入れられるといった動きもある。中には弁当に凍ったまま入れ、お昼にちょうど食べごろの解凍状態になって手間要らずでかつ保冷の役目を果たすものも登場した。また有名ホテルを含む名店や名調理人の名前を冠し、味をそのままに冷凍した高級志向の冷凍食品も登場するなど、従来にはなかった食材としての冷凍食品も出始めている。
日本冷凍食品協会調べで、2006年度の調理済み輸入冷凍食品が、前年度比100%を超える急成長市場にある。
しかし一方で、輸入原料や製品に関する食の安全の問題もあり、2002年には中国産の冷凍ほうれん草などから残留農薬が検出されたり（中国産食品の安全性も参照）、2008年には中国製冷凍餃子中毒事件も発生している。また、2007年の赤福餅の冷凍保存による製造日偽装や、2013年のアクリフーズ農薬混入事件など、日本国内産の冷凍食品でも食の安全にかかわる事件は起きている。
そのため東京都は、都民が調理冷凍食品を購入するに当たり、安心して適正な選択ができるとともに、事業者が自ら製造、加工する食品の原材料を適切に把握するための手段として、国内で製造され、都内で消費者向けに販売される調理冷凍食品に対し、原料原産地表示を義務づけた。
2015年以降、冷凍庫単体の小型製品が「セカンド冷凍庫」として一般家庭にも普及し始めたこともあり、冷凍食品の普及はよりいっそう進んでいる。

## 特徴

### 保存上の特性
水分や油脂が凍結・凝固する程の低温にすることで微生物の活動を抑え、長期間（社団法人日本冷凍食品協会によるとマイナス18℃以下であれば製造後1年程度）にわたって保存できるのが特徴である。
なお、保存温度の「マイナス18℃」は0℉（華氏0度：ファーレンハイト度0はセルシウス度-18）に由来する。さらに温度を下げれば、魚に寄生するアニサキスのような寄生虫を殺すこともできる。
水分が多い野菜や果物などでは、冷凍による破裂や酸化酵素類による変質や変色を防ぐため、ブランチングという処理が施される。
むきえび・イカ・貝類などの冷凍食品では表面の乾燥や酸化を防ぐため、薄い氷の皮膜（グレーズ、glaze）ができるよう処理されている。

### 冷凍食品の注意点
- 低温（マイナス18℃以下）で保存する。
- 賞味期限を守る。油脂の酸化等の品質の劣化の進行は、遅くなるとしても完全に止まるわけではない。あまり長く保存すると、水分が昇華して乾燥してしまい（冷凍焼け）、解凍してもパサパサになる。またパッケージ内で水分が再結晶化（霜になる）して、部分的にベシャベシャになる。
- 運搬中はできるだけ溶かさないようにする。一般家庭で購入する場合には、買い物の最後に購入して、早く家庭の冷凍庫に入れる。ドライアイス等のサービスを行っている店舗で買う場合は、ドライアイスを付けてもらうとよい。
- 一度溶けたものは再凍結させず、早めに使い切る。水分が溶け出たり、そのドリップが再凍結すると風味が落ちるほか、鮮度が著しく落ちる。
- 取り扱い中は凍傷に注意する。
- 結露した冷凍食品を油で揚げると、水分が急速に気化（水蒸気爆発）し、熱い油が飛び散り、やけどや火災の原因となるので、注意が必要である。

## 国内シェア
シェアの約75%を上位五社が占める寡占市場となっている。
- 1位　マルハニチロ
- 2位　ニチレイ
- 3位　テーブルマーク
- 4位　味の素
- 5位　ニッスイ

## 主な冷凍食品製造企業
日本
- ニチレイグループ
- マルハニチロ
- テーブルマーク
  - ケイエス冷凍食品
- 味の素冷凍食品
- 日東ベスト
- ニッスイ
- 日清フーズ
- オレアイダ
- キンレイ
- 東洋水産
- 極洋